# Venus de Badalona
La Venus de Badalona és una escultura de marbre, d'època imperial romana, conservada al Museu de Badalona.

## Descripció
La figura, realitzada en marbre, és de petites dimensions, amb uns 28 centímetres d'alçada, que representa la dea Venus, deïtat femenina de l'amor, la bellesa i la fecunditat, recolzada sobre la cama esquerra. Fou descoberta mutilada, sense el cap, els braços i les cames; tampoc tenia el dofí que potser li decorava la cintura, perquè sobre la cuixa dreta es conserva el que sembla part de la cua, i a l'espatlla, dos flocs de cabell.
Per les seves proporcions, es dedueix que la figura va decorar el jardí d'alguna família rica de Baetulo. Aquesta és una figura que, segurament, es va encarregar per demanar a Venus ajuda en la fertilitat i la bellesa.
S'ha afirmat que la Venus de Badalona és, si no la millor, una de les representacions romanes femenines més importants de tot Catalunya.

## Història

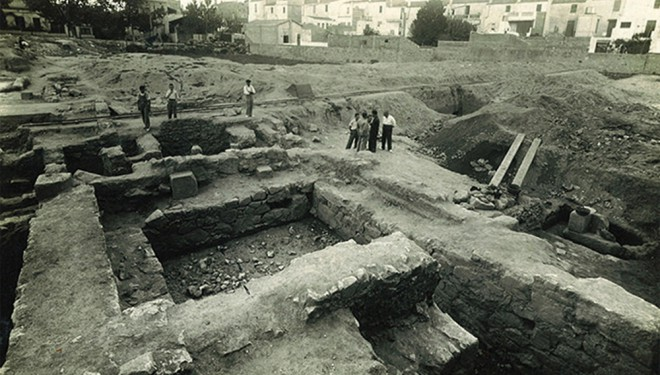
Excavacions del Clos de la Torre de l'any 1934

Fou descoberta el 26 de novembre de 1934 en una antiga claveguera romana, en el context de les excavacions del Clos de la Torre realitzades per l'arqueòleg local Joaquim Font i Cussó, ànima del primer museu de la ciutat, situat a la seu de l'Agrupació Excursionista de Badalona. Això no obstant, la figura no es quedaria gaire a Badalona, car després de la Guerra Civil, l'any 1940, com a mesura de represàlia política, la figura fou requisada i traslladada a Barcelona.
L'escultura tornà a Badalona el 19 d'octubre de 1980, gràcies a la fervent lluita que dugué a terme Font i Cussó amb les institucions perquè les restes arqueològiques es retornessin a Badalona provinents del Museu Arqueològic de Barcelona. Des de la seva tornada, la Venus s'ha convertit en la peça estrella del Museu de Badalona i en tot un símbol per a la ciutat.

## Representant de la ciutat
Per la seva singularitat i bellesa s'ha convertit en el símbol de la ciutat. En ocasions especials, l'Ajuntament de Badalona lliura una còpia de la Venus, en signe del màxim reconeixement de la ciutat. A més a més, també és emprada com a estatueta de premi del FILMETS Badalona Film Festival.